# カルモフール
カルモフール（Carmofur）またはHCFU（1-hexylcarbamoyl-5-fluorouracil）は、嘗て販売されていた抗悪性腫瘍薬として使用されるピリミジンアナログである。フルオロウラシル(5-FU)の誘導体であり、経口投与可能な脂溶性5-FUプロドラッグである。日本では2009年3月に販売が終了した:13。

## 効能・効果
- 消化器癌（胃癌、結腸・直腸癌）[3]
- 乳癌[3]

製品販売は1981年に開始され、中国、日本、フィンランドにおいて、治癒切除された大腸癌患者に対する術後補助化学療法として長年使用されていた。試験やメタアナリシスにより、この種の患者の生存期間を延長することが確認されている。
SARS-CoV-2の3C様プロテアーゼを阻害することが示されており、COVID-19に対する新しい抗ウイルス剤開発の有望なリード化合物である。

## 副作用
5-FU同様に白質脳症（脳卒中類似の症状を伴う進行性白質障害）を誘発することが知られている。白質脳症の発生率は0.026%とされる。骨髄抑制は比較的弱いが、重篤な腸炎にも注意が必要である。また、頻回な尿意と熱感が特徴である。
小肝細胞癌を対象とした臨床試験では、患者の56%に許容できない副作用が出たため早々に中止された。さらに、この治療法はステージ1、2の癌患者に対して生存率の優位性を示さなかった。米国FDAにおいてカルモフールの認可手続が行われなかったのはこれが原因である可能性がある。

## 作用機序
5-FUと異なりジヒドロピリミジン脱水素酵素に分解されない。腸から吸収され、細胞内に入ると加水分解酵素により5-FUに変換される。
従来は5-FUのみが薬理作用を発揮すると考えられていたが、カルモフール自体も非常に強力な酸性セラミド分解酵素（AC）阻害薬である。セラミドは、癌細胞の生存、成長、死滅に影響を与える。AC活性の阻害は、抗悪性腫瘍剤および放射線の影響に対して腫瘍細胞を感作する。脳腫瘍に対してカルモフールはテモゾロミドよりも遥かに有効であり、成人および小児の膠芽腫を死滅させることができる低分子薬剤として報告されている。

## 化学合成
Ozakiらは、5-FUをホスゲンとヘキシルアミンで処理することで合成したと報告している。